# Lunático
Albums de Gotan Project
Inspiración Espiración Tango 3.0
Lunático est le deuxième album studio du groupe d'électro-tango Gotan Project publié en 2006 avec bon nombre d'invités comme les américains de Calexico, le pianiste argentin Gustavo Beytelmann, la chanteuse Cristina Vilallonga ou encore les rappeurs Jimi Santos, Càceres et Koxmoz. Le tout a été enregistré à Buenos Aires et Paris.
Le titre de l'album vient du nom du cheval de Carlos Gardel.

## Liste de titres
| 1.    | Amor Porteño (avec Calexico)         |  |
| 2.    | Notas (avec Juan Carlos Cáceres)     |  |
| 3.    | Diferente (avec Cristina Vilallonga) |  |
| 4.    | Celos                                |  |
| 5.    | Lunático                             |  |
| 6.    | Mi confesión (avec Koxmoz)           |  |
| 7.    | Tango Canción                        |  |
| 8.    | La Vigüela                           |  |
| 9.    | Criminal                             |  |
| 10.   | Arrabal (avec Jimi Santos)           |  |
| 11.   | Domingo                              |  |
| 12.   | Paris, Texas                         |  |
| 55:40 |                                      |  |

## Auteurs
- Philippe Cohen Solal
- Christoph H. Müller
- Eduardo Makaroff